# Batalhão de Inteligência 601

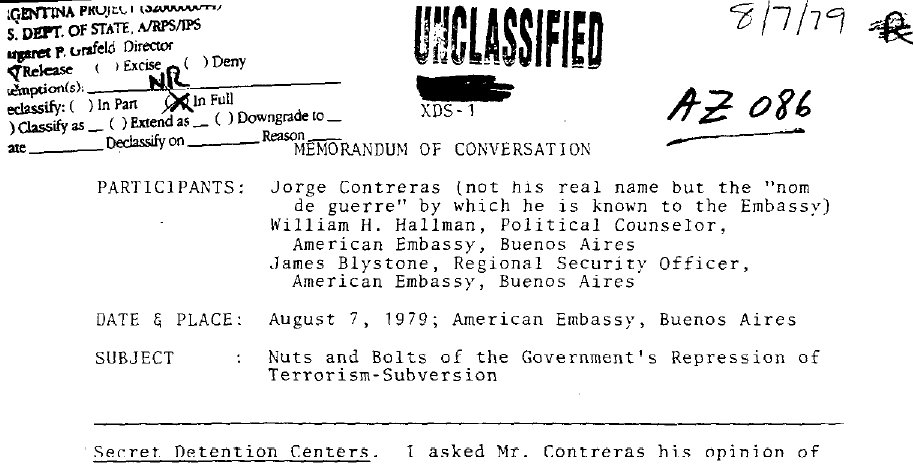
7 de Agosto de 1979; embaixada dos E.U.A. na Argentina; memorando da conversação com "Jorge Contreras", diretor do “Grupo de Trabalho 7” da "Reunião Central" da "Unidade de Inteligência do Exército 601", que reuniu a membros de todos os corpos das Forças Armadas da Argentina. Assunto: "Elementos da repressão do Governo do terrorismo-Subversão. documento original no sítio web do National Security Archive. Segundo o National Security Archive, a Junta Militar, dirigida por Jorge Rafael Videla, acreditava contar com a aprovação dos Estados Unidos para os seus assaltos à esquerda em nome da "doutrina de segurança nacional". A Embaixada dos E.U.A. em Buenos Aires, queixou-se a Washington de que os funcionários públicos argentinos estavam "eufóricos" com os sinais recebidos dos altos funcionários públicos dos E.U.A., incluindo o Secretário de Estado Henry Kissinger.

O Batalhão de Inteligência 601 (Batallón de Inteligencia 601) foi um serviço de inteligência do Exército da Argentina, ativo durante a Guerra Suja e a Operação Condor. Estava sob as ordens de Guillermo Suárez Mason e, em última instância, da junta militar dirigida por Leopoldo Galtieri . A unidade participou no "golpe da cocaína" de 1980, de Luis García Meza Tejada na Bolívia, e formou as unidades Contras na base de Lepaterique (Honduras) na década de 1980. Assim mesmo, treinaram os membros da formação Hondurenha Batalhão 316. 
Em Junho de 1980 foi conhecida a colaboração do Peru com o Batalhão no sequestro, a tortura e o desaparecimento de um grupo de Montoneros que permaneciam no exílio em Lima.